# Varsha Usgaonkar
Varsha Usgaonkar (nacida el 28 de febrero de 1968, Goa) es una actriz de cine india, ha trabajado en varias películas de Bollywood y marathi, como la estrella principal de la pantalla grande y la pantalla chica. Durante la década de los años 1990, fue nomonada como una de las actrices más populares en el cine marathi.

## Filmografía
| Año  | Película                            | Personaje             |
| ---- | ----------------------------------- | --------------------- |
| 2010 | Naam                                |                       |
| 2006 | Jigyaasa                            | Teacher Malini Mathur |
| 2005 | The Rising: Ballad of Mangal Pandey | Rani Laxmibai         |
| 2004 | Hatya: The Murder                   | Kavita Jaiswal        |
| 2001 | Style                               | Police Inspector      |
| 1999 | Sei To Abar Kache Elo (Bengalí)     |                       |
| 1999 | Chehraa                             |                       |
| 1998 | Hastee Hastee                       |                       |
| 1996 | Muqadama                            | Seema                 |
| 1996 | Shohrat                             |                       |
| 1994 | Pathreela Raasta                    | Mona                  |
| 1993 | Ghar Aaya Mera Pardesi              | Radha                 |
| 1993 | Insaniyat Ke Devta                  | Husna Bano            |
| 1993 | Khalnayika                          |                       |
| 1993 | Lapandav (Marathi)                  |                       |
| 1993 | Parwane                             |                       |
| 1993 | Ek Hota Vidushak                    |                       |
| 1993 | Sawat Majhi Ladki (Marathi)         |                       |
| 1992 | Dilwale Kabhi Na Hare               | Shabnam               |
| 1992 | Honeymoon                           |                       |
| 1992 | Tirangaa                            | Shanti                |
| 1991 | Aflatoon (Marathi)                  | Bitti                 |
| 1991 | Hafta Bandh                         |                       |
| 1991 | Saathi                              |                       |
| 1991 | Shikari: The Hunter                 | Chanchal              |
| 1990 | Doodh Ka Karz                       | Kajri                 |
| 1989 | Bhutacha Bhau (Marathi)             |                       |
| 1987 | Gammat Jammat (Marathi)             | Kalpana               |